# Federica Laddaga
Federica Laddaga (Vizzolo Predabissi, 29 marzo 1987) è una calciatrice italiana, di ruolo centrocampista.

## Palmarès
- Campionato di Serie A2: 2

Milan: 2010-2011
Inter Milano: 2012-2013